# Hereditäre Elliptozytose
Die Hereditäre Elliptozytose, oft nur Elliptozytose, ist eine seltene angeborene Erkrankung der Hülle der roten Blutkörperchen, die im Blutausstrich oval oder elliptisch verformt sind (Elliptozyten). Die Ursache ist uneinheitlich, meist verläuft die Erkrankung ohne Symptome, kann aber zu auch schwerer Hämolytischer Anämie führen und wird daher zu den Korpuskulären hämolytischen Anämien gezählt.

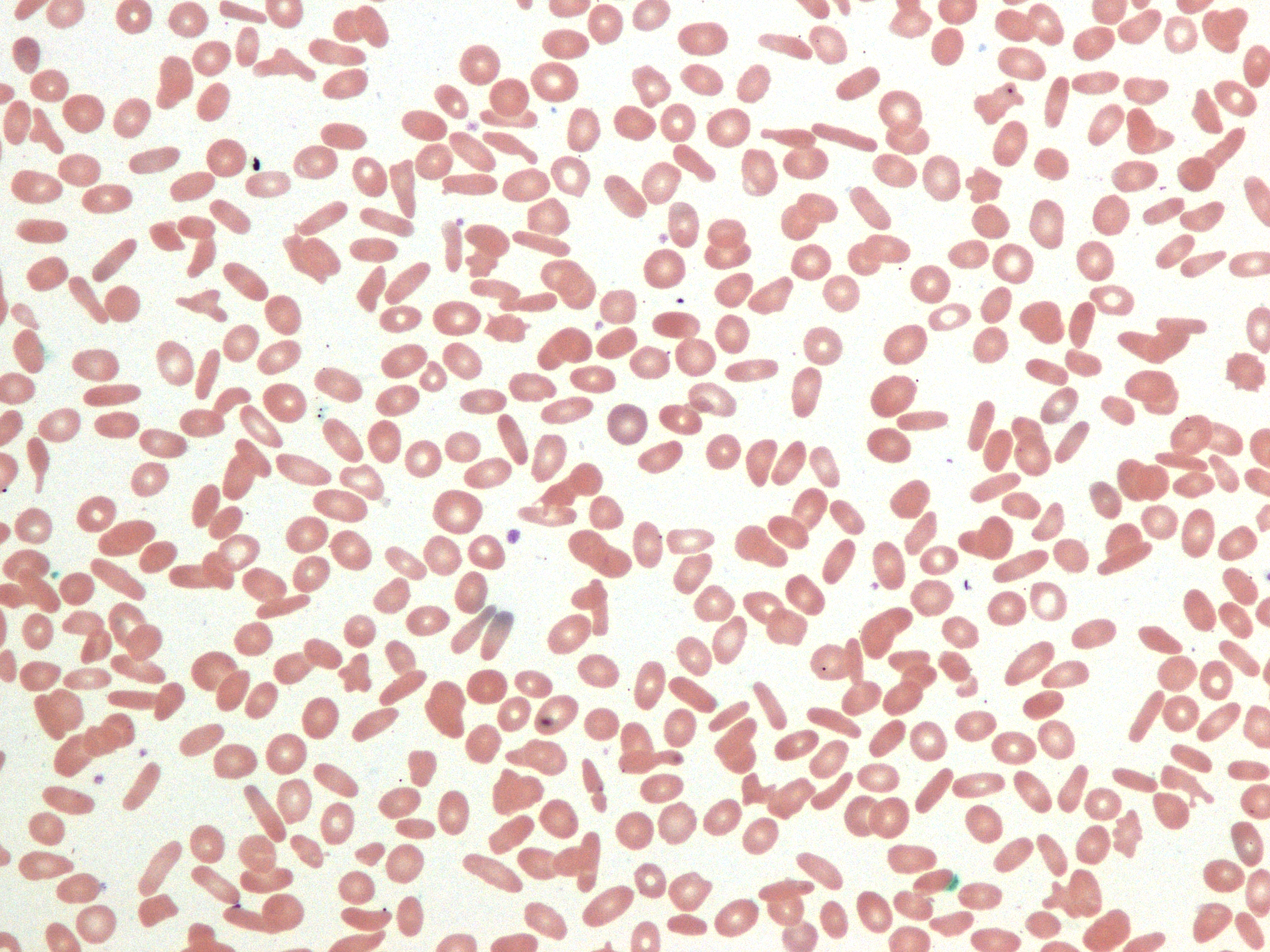
Blutausstrich mit zahlreichen (ovalen) Elliptozyten

## Verbreitung
Die Häufigkeit wird auf unter 1 zu 1.000 bis 1 zu 4.000 weltweit geschätzt, in Endemiegebieten mit Malaria kann die Häufigkeit bei 1 zu 50 liegen, da die Elliptozyten relativ resistent gegen Malaria sind. So liegt die Inzidenz in Äquatorialafrika bei etwa 0,6 %, in der Urbevölkerung der Malaien bei bis zu 30 %.
Die Vererbung erfolgt autosomal-dominant (AD) oder autosomal-rezessiv (AR). Bei weniger als 10 % tritt eine schwere Form auf, die Hereditäre Poikilozytose oder Pyropoikilozytose (HPP) genannt wird.

## Ursache
Je nach zugrunde liegender Mutation können folgende Typen unterschieden werden:
- Typ 1, AD, AR, mit Mutationen im EPB41-Gen auf Chromosom 1 Genort p35.3, das für ein Erythrozytäres Bande 4.1-Membranprotein kodiert.[5]
- Typ 2, AD, mit Mutationen im SPTA1-Gen auf Chromosom 1 an q23.1, das für ein Erythrozytäres Alpha-Spektrin Typ 1 kodiert.[6]
- Typ 3 mit Mutationen im SPTB-Gen auf Chromosom 14 an q23.3, das für ein Erythrozytäres Beta-Spektrin kodiert.[7]
- Südostasiatische Ovalozytose, Synonyme: SAO; Stomatozytische hereditäre Elliptozytose; Melanesische Ovalozytose; Südasiatische Elliptozytose, AD, mit Mutationen im SLC4A1-Gen auf Chromosom 1 an q21.31[8][9]

## Im Rahmen von Syndromen
Beim Alport-Syndrom-Intelligenzminderung-Mittelgesichtshypoplasie-Elliptozytose-Syndrom, Synonyme: AMME-Komplex; AMME-Syndrom; ATS-MR, ist eine Elliptozytose wesentliches Merkmal.

## Klinische Erscheinungen
Das klinische Erscheinungsbild ist sehr uneinheitlich. Symptome können in jedem Alter auftreten. Meist verläuft die Erkrankung asymptomatisch, oder es liegt eine milde hämolytische Anämie, Gelbsucht, Splenomegalie vor oder es kommt zu Gallensteinen.
Die Poikilozytose kann besonders beim Neugeborenen einen schweren bis tödlichen Verlauf nehmen. In den ersten Lebensjahren nehmen die Symptome dann ab. Infektionen oder eine Schwangerschaft kann eine Hamolytische Anämie bei zuvor unauffälligen Patienten verursachen.

## Diagnose
Die Diagnose ergibt sich aus dem Nachweis elliptisch geformter Erythrozyten (Elliptozytien) im peripheren Blutabstrich. Nur bei der HPP (Hereditären Poikilozytose) ist die osmotische Resistenz der Zellen herabgesetzt. Eine SDS-PAGE-Analyse kann genauer Anomalien der Zellmembran aufdecken. Durch humangenetische Untersuchung kann die Diagnose gesichert werden.

## Differentialdiagnose
Abzugrenzen sind erworbene Formen deformierter Erythrozyten bei Eisenmangel, Vitamin-B12-Mangel, Folsäuremangel und mikroangiopathische hämolytische Anämie, die Kongenitale Dyserythropoetische Anämie und die Thalassämie.

## Therapie
Meist ist eine Behandlung nicht erforderlich, bei schweren Verläufen kann eine Splenektomie infrage kommen.